# اعتراضات ۱۴۰۱ ایران (بهمن)
گاه‌شمار اعتراضات ایران در بهمن‌ماه ۱۴۰۱ شامل رویدادهای اعتراضی این ماه به ترتیب روز می‌شود.

## روزشمار

### ۱ بهمن
- رضا پهلوی در واکنش به کارزار من وکالت می‌دهم گفت که «ابزار عمومی این اعتماد»، به او و دیگر افراد مورد وثوق مردم، امکان قدرت و صراحت بیشتری برای گفت‌وگو در سطح بین‌المللی می‌دهد.[۱]
- در این روز دلار به نرخ ۴۵ تومان رسید این بیشترین نرخ دلار پس از تغییر رئیس بانک مرکزی بوده‌است

### ۲ بهمن
- سه زن روزنامه‌نگار به نام‌های ملیکا هاشمی، سعیده شفیعی، و مهرنوش زارعی هنزکی در تهران بازداشت شدند.[۲]
- در شامگاه ۲ بهمن، مردم در پونک و اکباتان تهران و دهگلان تجمع کردند و در تهران و کرج از پنجره‌ها و بام خانه‌ها شعار سر داده شد.

### ۳ بهمن
- کمیته پیگیری وضعیت بازداشت‌شدگان گزارش داد که جمهوری اسلامی با پرونده‌سازی برای ۱۶ تن از جوانان محلات ارومیه، از جمله، چند نوجوان و زن، آنان را با شکنجه و تهدید به تجاوز، ناچار کردند که بر ضد همدیگر اعتراف کنند.[۳]
- وزیران امور خارجه در نشست روز دوشنبه ۲۳ ژانویه حاضر به تصویب قطعنامه تنظیم شده قرار گرفتن سپاه پاسداران در فهرست گروه‌های تررویستی از سوی اتحادیه اروپا با اکثریت آرا نشدند؛ اما ۱۸ فرد و ۱۹ نهاد جمهوری اسلامی که در نقض حقوق بشر و سرکوب معترضان مشارکت یا مسئولیت داشته‌اند را تحریم کرد.

### ۴ بهمن
- پس از اینکه بیش از ۹۰ دانشجوی دانشگاه فردوسی مشهد با حکم کمیته انضباطی تعلیق شده و شمار زیادی از دانشجویان برای مدتی ممنوع‌ورود شدند، چند استاد آن دانشگاه نیز اخراج شدند.[۴]
- گروهی از دانشجویان دانشکده هنرهای زیبای دانشگاه تهران در همبستگی با اعتصاب دانشجویان دانشگاه هنر، تجمع اعتراضی برگزار کردند.[۵]
- کارکنان مجتمع پتروشیمی بندر خمینی به دلیل پرداخت‌نشدن حقوق و مزایایشان اعتصاب کرده و تجمع اعتراضی برپا کردند.[۶]
- بر اساس گزارش شبکه‌های اجتماعی در شامگاه سه‌شنبه، گروهی از شهروندان تهران بر ضد حکومت و سران جمهوری اسلامی شعار دادند.[۷]

### ۵ بهمن
- رسانه صدا و سیما اعلام کرد که علی‌رضا ارادتی، داماد عبدالکریم سروش، از لیدرها و نیز عوامل حمایت از گروه جوانان محلات است. وی در ۱۸ آذر در محل کارش بازداشت شد.[۸]

### ۶ بهمن
- کنگره آمریکا قطعنامه دوحزبی (جمهوری‌خواه و دموکرات) در محکومیت سرکوب اعتراضات در ایران و حمایت از معترضان ایرانی را به اتفاق آرا یعنی با ۴۲۰ رای موافق و یک رای مخالف تصویب کرد.[۹] کلودیا تنی، جمهوری‌خواه از ایالت نیویورک و یکی از دست‌اندرکاران تدوین این قطعنامه گفت: «نقض فاحش حقوق‌بشر توسط حکومت ایران در سرکوب معترضان محکوم شده‌است و این ضروری است که ما در مجلس نمایندگان ایالات متحده یک صدا حمایت خود را از مردم شجاع ایران بیان کنیم و مجلس سنا نیز بایستی به فوریت این طرح را تصویب کند.»[۱۰]
- مجلس شورای اسلامی در صدد برآمد که ماده‌ای به قانون مجازات اسلامی بیفزاید که اگر افراد سرشناس (سلبریتی) در صورت روی‌دادن رخدادی در جامعه، تا زمانی که مراجع رسمی حکومت دربارهٔ آن اظهارنظر نکرده‌اند، نباید دربارهٔ آن اظهارنظر کنند و اگر دیدگاهشان - هرچند درست باشد - با روایت و قرائت رسمی حکومت، تفاوت داشته باشد جرم محسوب شده و باعث مجازات می‌شود.[۱۱]

### ۷ بهمن
- عفو بین‌الملل اعلام کرد که جمهوری اسلامی باید فوراً «محکومیت ناعادلانه» و حکم اعدام عرشیا تک‌دستان، محمدمهدی محمدی‌فرد و نیز جواد روحی را - که زیر «شکنجه‌های هولناک، از جمله، شلاق، شوک الکتریکی، وارونه‌آویزان‌شدن و تهدید به مرگ با اسلحه، قرار گرفته» لغو کند.[۱۲] محمدی‌فرد در دوره شکنجه، مورد تجاوز یکی از مأموران سپاه پاسداران قرار گرفته و دچار جراحات و خونریزی مقعدی شده‌است.[۱۲]

### ۸ بهمن
- فاطمه مهاجری، مادر ویدا (وحیده) ربانی، روزنامه‌نگار بازداشت‌شده در جریان خیزش ۱۴۰۱ ایران، در نامه‌ای به رئیس قوه قضاییه از «قضاوت‌های سلیقه‌ای» و محکوم شدن فرزندش به «۱۱ سال» حبس انتقاد کرد و گفت که «قلبم به درد، و فریادم به آسمان برآمده است.» او گفت که قاضی، دخترش را با استناد به انتشار شعری از یک شاعر افغانستانی - که «بوسه را به نماز، تشبیه کرده» - مصداق «توهین به مقدسات» دانسته و محاکمه کرده‌است.[۱۳]

### ۱۰ بهمن
- عسل مسکین‌نواز، نوجوان ۱۷ ساله، در راه مدرسه به دست نیروهای اطلاعاتی بازداشت شد و مأموران پس از آن، به خانه مادر، مادربزرگ و عمه‌اش رفتند و هم‌زمان با توقیف وسایل الکترونیکی آن‌ها، عسل را به مکانی نامعلوم بردند. پدر وی نیز پیش‌تر به اتهام‌های «اجتماع و تبانی، اقدام علیه امنیت ملی، توهین به رهبری، و تبلیغ علیه نظام» به ۱۳ سال و ۲ ماه حبس تعزیری، ۲ سال اقامت اجباری در فهرج کرمان و نیز ممنوعیت از عضویت در احزاب و گروه‌های سیاسی محکوم شده بود.[۱۴]
- بازیکنان تیم ملی فوتسال زنان ایران، در فینال بازی‌های آسیایی، از خواندن سرود جمهوری اسلامی امتناع کردند.[۱۵]
- هم‌زمان با جشن سده معترضان در شهریار، کرمان، ورامین، ری، کرج، تهران، سنندج، اصفهان، مشهد، شیراز و جوانرود تجمع کردند.

### ۱۱ بهمن
- حسن کرمی، فرمانده یگان‌های ویژه نیروی انتظامی جمهوری اسلامی (فراجا) ادعا کرد که هیچ انسانی در اعتراضات (خیزش ۱۴۰۱ ایران) بر اثر خطا کشته نشده و اگر کسی بتواند این را اثبات کند جایزه خواهد گرفت. در حالی که در اواخر دی ۱۴۰۱، سازمان دیده‌بان حقوق بشر با انتشار گزارش سالانه خود دربارهٔ وضعیت جهانی حقوق بشر در سال ۲۰۲۲ اعلام کرد که مأموران جمهوری اسلامی برای سرکوب اعتراضات سراسری مردم ایران از «نیروی قهریه کُشنده و بیش از حد» و از شات‌گان، تفنگ جنگی، هفت‌تیر... حتی در اعتراضات مسالمت‌آمیز و در جاهای پرجمعیت استفاده کرده‌اند. در بخش دیگری از گزارش این سازمان آمده‌است: «با سرکوب عمومی، انتخابات ناعادلانه، و فساد و سوءمدیریت آشکار، حکومت خودکامه [جمهوری اسلامی] ایران با تنها چیزی که باقی مانده‌است حکومت می‌کند: نیروی بی‌رحمانه.»[۱۶]

### ۱۲ بهمن
- صدها تن از افراد سرشناس ایرانی و غیر ایرانی، از برنده‌های جایزه نوبل گرفته تا نهادهای بین‌المللی و نیز سیاست‌مداران و فعالان مدنی جهان در طوماری خواستار همبستگی جهانی با معترضان ایران شدند.[۱۷]
- صد تن از استادان و اعضای هیئت علمی دانشگاه‌های ایران با انتشار بیانیه‌ای حکم تعلیق حسن باقری‌نیا (استاد دانشگاه حکیم سبزواری) را محکوم کرده و خواستار لغو آن شدند.[۱۸]
- پوران ناظمی، فعال حقوق بشر - که به‌تازگی به‌طور موقت از زندان آزاد شده بود - به همراه خواهرش پروانه ناظمی، بدون حکم قاضی، در بیمارستان مهرگان کرمان بازداشت شد.[۱۹]

### ۱۳ بهمن
- در شهرهای کردنشین ایران (سرکوب خیزش ۱۴۰۱ شهرهای کردنشین ایران) جو امنیتی تداوم داشت.[۲۰]
- در شهرهای مختلف سیستان و بلوچستان و با پرواز هلیکوپتر بر فراز مسجد مکی زاهدان، جو امنیتی تداوم داشت. در طی فقط یک ماه اخیر، دست‌کم ۱۸۵ نفر در زاهدان بازداشت شدند.[۲۱]
- تعدادی از مردم در زاهدان نیز در گالیکش (استان گلستان) برای اعتراض به خیابان‌ها آمدند.
- حکومت جمهوری اسلامی برای جرم‌انگاری بیشتر در فضای مجازی، لایک‌کردن و هشتگ را هم جرم اعلام کرد.[۲۲]

### ۱۴ بهمن
- سازمان حقوق بشر ایران در گزارشی شلیک نیروهای امنیتی جمهوری اسلامی به صورت و چشم تعداد قابل توجهی از معترضان مأموران را «سیستماتیک» و «هدفمند» اعلام کرد.[۲۳] آمار دقیقی از معترضانی که چشمانشان آسیب دیده، در دست نیست؛ ولی بنا به گزارش روزنامه نیویورک تایمز در ۲ آذر ۱۴۰۱، دست‌کم ۵۸۰ نفر معترض از ناحیه چشم، آسیب دیده‌اند.[۲۴]
- رئیس کمیسیون قضایی و حقوقی مجلس شورای اسلامی از طرحی خبر داد که افراد بی‌حجاب را از راه سیستم، شناسایی کرده و آنان را از خدمات اجتماعی محروم خواهد کرد و نیز کارت ملی‌شان تا موقع پرداخت جریمه، مسدود خواهد شد. ۱۸ شورای صنفی دانشجویی و برخی از استادان دانشگاه به این شیوه‌نامه اعتراض کرده و آن را «نقض آشکار حقوق انسانی و دانشجویی» خواندند.[۲۵]
- جواز «بنیاد کشوری سندروم داون دیوار ۴۷» به دلیل حمایت از اعتراضات سراسری ۱۴۰۱، از سوی جمهوری اسلامی لغو شد.[۲۶]

### ۱۵ بهمن
- بنا به برخی آمار رسمی، رسیدن تعداد کشته‌های خیزش ۱۴۰۱ ایران به ۶۳۲ تن.[۲۷]
- نزدیک به ۳۸۰ نفر از فعالان حقوق زنان در نامه‌ای با قدردانی از فعالیت‌های فرهاد میثمی در مخالفت با حجاب اجباری و اعدام از او خواستند تا به اعتصاب غذا پایان دهد. سازمان عفو بین‌الملل نیز خواستار «آزادی فوری» و «بدون قید و شرط» او - که در اعتصاب غذا وزن زیادی از دست داده - شد.[۲۸]
- صنم کازرونی، نویسنده، فعال مدنی، کنشگر محیط زیست و کشاورز که در آبان ۱۴۰۱ به دست نیروهای امنیتی بازداشت شده و در زندان زنان دولت‌آباد اصفهان زندانی است، با مجموعه‌ای از اتهامات سنگین، از جمله، محاربه روبه‌رو شده‌است. وی به وکیل دسترسی ندارد.[۲۹]
- میرحسین موسوی آخرین نخست‌وزیر ایران، خواستار همکاری نیروهای آزادی‌خواه «برای نجات ایران» و نیز تشکیل مجلس مؤسسان شد.[۳۰]

### ۱۶ بهمن
- تجمعات شنبه‌های اعتراضی در چندین کشور جهان، همچون: آمریکا، آلمان، بریتانیا، کانادا… در حمایت از اعتراضات سراسری ۱۴۰۱ ایران انجام شد.[۳۱]
- یک نهاد حقوق بشری درخواست قوه قضاییه از خامنه‌ای برای بخشایش معترضان بازداشت‌شده را «ریاکارانه» و «اقدامی تبلیغاتی» دانست و با تأکید بر اینکه معترضان از «حق خود برای اعتراض» استفاده کرده‌اند، اعلام کرد که بازداشت آنان و احکام کیفری صادر شده برای این شهروندان بی‌اعتبار است و نه تنها، همه معترضان باید «بدون قید و شرط، آزاد» شوند، بلکه برای اجرای عدالت، آمران و عاملان سرکوب مردم باید مجازات شود و مجازاتشان یک «حق همگانی» است.[۳۲]
- یک مقام بلندپایه سپاه پاسداران تهدید کرد که برای براندازی رژیم جمهوری اسلامی «باید از دریای خون گذشت».[۳۳]

### ۱۷ بهمن
- به گزارش روزنامه بریتانیایی گاردین، برخی از معترضان مرد و زن توسط مأموران جمهوری اسلامی، مورد تجاوز جنسی، خشونت جنسی و شکنجه قرار گرفته‌اند.[۳۴]
- بنا به گزارش «کمیته پیگیری وضعیت بازداشت‌شدگان»، در پرونده جوانان محلات ارومیه، ۱۶ نفر، از جمله، چند نوجوان دانش‌آموز در محاکمه‌ای «پنج دقیقه‌ای» محاکمه شدند.[۳۵]
- هیئت داوران شصت و پنجمین دوره آکادمی ملی علوم و هنرهای ضبط («گرمی»)، جایزه «آهنگ برای تغییر اجتماعی» را به شروین حاجی‌پور به دلیل ساختن ترانه برای… (یکی از ترانه‌های معروف در دوره خیزش ۱۴۰۱ ایران) داد.[۳۶]

### ۱۸ بهمن
- در پی مسمومیت سریالی و دسته‌جمعی «دانش‌آموزان دختر» در دست‌کم ۱۲ مدرسه قم، اداره کل آموزش و پرورش در اطلاعیه‌ای، همه مدارس و واحدهای آموزشی قم را تعطیل اعلام کرد.[۳۷] به گزارش برخی از منابع، این مسمومیت با گازهای مسموم‌کننده بوده و رخدادهایی امنیتی دانسته شده‌اند.[۳۸]
- هشتگ یادمون نمیره به یکی از پرکاربردترین هشتگ‌های در میان کاربران ایرانی توییتر تبدیل شد و تعداد قابل توجهی، از جمله، برخی از خانواده‌های کشته‌شدگان اعتراضات، با استفاده از آن، دربارهٔ نقض حقوق بشر توسط جمهوری اسلامی ایران نوشتند.[۳۹]

### ۱۹ بهمن
- سازمان عفو بین‌الملل در ۱۸ بهمن با انتشار فراخوان اقدام فوری برای ۱۴ معترض بازداشت‌شده به نام‌های عرشیا تک‌دستان، جواد روحی، ابراهیم نارویی، کامبیز خروت، مجید کاظمی، منوچهر مهمان‌نواز، منصور دهمرده، مهدی بهمن، محمد بروغنی، مهدی محمدی‌فرد، محمد قبادلو، صالح میرهاشمی، سعید یعقوبی و شعیب میربلوچ‌زهی ریگی - که در معرض اعدام هستند - هشدار داد.[۴۰]
- مریم آروین، وکیل جوان و عضو کانون وکلای استان کرمان - که در ۹ آذر و در هنگام دفاع از موکلانش (از معترضان بازداشت‌شده) در صحن دادگاه سیرجان بازداشت شده بود. پس از آزادی به‌طور مشکوک درگذشت.[۴۱] مادر او، طیبه نظری نیز - که برای پیگیری وضعیت دخترش به دادگاه مراجعه کرده بود - بازداشت شده بود.[۴۱]

### ۲۰ بهمن
- سازمان حقوق بشری هه‌نگاو اسامی ۱۸۶ کودک و نوجوان کُرد (۱۵۴ پسر و ۳۲ دختر) را که در جریان خیزش ۱۴۰۱ ایران به دست نیروهای امنیتی جمهوری اسلامی ربوده شده‌اند منتشر کرد[۴۲] که برخی از آنان به چند سال حبس و ۷۴ ضربه شلاق و نیز جریمه مالی محکوم شدند.[۴۳]

### ۲۱ بهمن
- نشست آینده جنبش دموکراسی ایران با حضور ۸ تن از چهره‌های سرشناس مخالف حکومت جمهوری اسلامی: حامد اسماعیلیون، دبیر و سخنگوی انجمن خانواده‌های قربانیان پرواز پی‌اس۷۵۲، نازنین بنیادی، فعال حقوق بشر و هنرپیشه، رضا پهلوی، فعال سیاسی، شیرین عبادی، حقوقدان و برنده جایزه صلح نوبل، مسیح علی‌نژاد، روزنامه‌نگار و فعال حقوق زنان، گلشیفته فراهانی، هنرپیشه و فعال حقوق بشر، علی کریمی، ملی‌پوش پیشین فوتبال ایران و فعال حقوق بشر و نیز عبدالله مهتدی، دبیرکل حزب کومله کردستان ایران برگزار شد.[۴۴]
- اتحادیه آزاد کارگران ایران از احضار و بازداشت بیش از ۲۵۰ نفر از اهالی روستای رحمت‌آباد استان قزوین به دلیل حضور در مراسم چهلم جواد حیدری خبر داد.[۴۵][۴۶]

### ۲۲ بهمن
- ایرانیان در کشورهای گوناگون جهان، همچون: هلند، دانمارک، سوئد، فرانسه، آلمان، آمریکا، استرالیا، نیوزلند، کره جنوبی، ژاپن، قبرس و ترکیه...، در روز سالگرد انقلاب ۱۳۵۷، برای اعتراض به حکومت جمهوری اسلامی به خیابان‌ها آمدند.[۴۷]
- کمیته‌های انضباطی سرکوب دانشجویان و استادان معترض در دانشگاه‌ها، از جمله، با اخراج کردن دانشجویان از دانشگاه علوم پزشکی بندرعباس (هرمزگان) را افزایش دادند.[۴۸]

### ۲۳ بهمن
- چهره‌های سرشناس هنری به عنوان اعتراض، در مراسم اختتامیه جشنواره فیلم فجر شرکت نکردند.[۴۹]

### ۲۴ بهمن
- در ۲۴ بهمن ۱۴۰۱[۵۰] گروهی به نام شورای انقلابی دادخواهان برای دستیابی به این هدف‌ها اعلام موجودیت کرد،[۵۱] براندازی حکومت جمهوری اسلامی؛[۵۱] دادخواهی؛[۵۱] برپا کردن «عدلیه‌ای مستقل از نظام سیاسی»؛[۵۱] آزادی[۵۲] (حمایت از انقلاب دموکراتیک مردم ایران)؛[۵۳] و تحقق حقوق بشر در ایران.[۵۲]

### ۲۵ بهمن
- مینا یعقوبی، یک مربی بدن‌سازی اراکی - که به اتهام «پرتاب سنگ به سردر گلزار شهدا» بازداشت شده بود - از سوی دادگاه انقلاب به «۱۱ سال حبس»، «۲ سال تبعید»، «۸۵ ضربه شلاق» و «۱۲۴ ساعت شستن قبور» محکوم شد. او در دوره بازجویی، به شدت شکنجه شده‌است.[۵۴]

### ۲۷ بهمن
- همزمان با چهلم محمدمهدی کرمی و محمد حسینی، دو تن از معترضان اعدام‌شده، مردم ایران در شامگاه ۲۷ بهمن ۱۴۰۱، در شهرهای گوناگون ایران، همچون: تهران، مشهد، اصفهان، کرج و سنندج…، برای اعتراض به حکومت جمهوری اسلامی به خیابان‌ها آمدند.[۵۵]
- آرش صادقی به دلیل فعالیت‌های حقوق بشری به حکم دادگاه انقلاب تهران و به اتهام‌های اجتماع و تبانی و نیز تبلیغ علیه نظام جمهوری اسلامی به ۵ سال و ۸ ماه حبس و ۲ سال منع حضور در تهران و استان‌های شمالی کشور، ۲ سال منع خروج از ایران، ۲ سال منع فعالیت در فضای مجازی، ۲ سال منع از عضویت در احزاب و گروه‌های سیاسی و اجتماعی و نیز ضبط شدن وسایل منزل به نفع حکومت، محکوم شد.[۵۶]
- هفتاد و سومین دوره جشنواره فیلم برلین، معروف به برلیناله، در ۲۷ بهمن ۱۴۰۱ در پایتخت آلمان، با اعلام حمایت از معترضان در ایران آغاز شد. گلشیفته فراهانی، یکی از اعضای ۸ نفره نشست آینده جنبش دموکراسی ایران و نیز بازیگر ایرانی فرانسوی - که یکی از اعضای هیئت دواری این دوره است - در مراسم افتتاحیه با اشاره به اعتراضات سراسری مردم ایران، از حکومت‌های آلمان و فرانسه و هم اتحادیه اروپا خواست که در «سمت درست تاریخ» بایستند و از اعتراضات مردم ایران پشتیبانی کنند. او همچنین گفت: «رژیم جمهوری اسلامی سقوط خواهد کرد».[۵۷]
- شورای صنفی دانشجویان کشور اعلام کرد که احضار تلفنی دانشجویان دانشگاه تربیت مدرس به دفتر پیگیری وزارت اطلاعات، امری معمول در روزهای اخیر شده و کمیته انضباطی و حراست دانشگاه نیز بیش از ۱۰۰ پرونده انضباطی برای دانشجویان معترض تشکیل داده‌است.[۵۸]
- به گزارش شبکه حقوق بشر کردستان، سامان یاسین (صیدی)، خواننده رپ اهل کرمانشاه و ساکن تهران، در اعتراض به «بلاتکلیفی» خود در زندان اوین اعتصاب غذا کرد. وی پیش‌تر به اتهام محاربه به اعدام محکوم شده بود.[۵۹]

### ۲۸ بهمن
- مردم در مشهد، کرج، تبریز، اهواز، بندرعباس، رشت، مهاباد، جوانرود، ایذه، رویدر و برخی از شهرهای دیگر ایران اعتراضات خیابانی برگزار کردند. معترضان در مشهد - که زادگاه علی خامنه‌ای و ابراهیم رئیسی است - شعار «مرگ بر خامنه‌ای، لعنت بر خمینی» دادند.[۶۰]
- در اراک، اصفهان، زرین‌شهر، شیراز، یزد و سنندج... هم اعتراضات خیابانی با شعارهایی همچون: «مرگ بر دیکتاتور» و «عمامه رهبری، وقتشه که بپری» برگزار شد.[۶۰]
- نشست کنفرانس امنیتی مونیخ در ۲۸ بهمن ۱۴۰۱ بدون حضور مقامات جمهوری اسلامی برگزار شد؛ به جای مقام‌های حکومت جمهوری اسلامی، بر خی از چهره‌های نشست آینده جنبش دموکراسی ایران، همچون: رضا پهلوی، مسیح علی‌نژاد و نازنین بنیادی دعوت شدند. کریستوف هویسگن، رئیس جدید کنفرانس امنیتی مونیخ گفت: «[حکومت جمهوری اسلامی] ایران همواره یک چالش بود؛ چون موجودیت اسرائیل را نفی می‌کرد و با قدم‌برداشتن در مسیر سلاح هسته‌ای، حقوق بین‌الملل را نقض می‌کرد. در زمان مذاکرات اتمی، تصمیم سلَفِ من این بود که آن‌ها را دعوت کند؛ اما بعد از نقض حقوق بین‌الملل و حمله وحشیانه سپاه پاسداران و پلیس به مردم خود، ما از ایران دعوت نکردیم.»[۶۱]

### ۲۹ بهمن
- بنا به گزارش سایت حقوق بشری هه‌نگاو، مأموران نیروهای انتظامی به ظن اینکه مختار فتحی[۶۲] در «نوشتن شعار» نقش داشته، بدون هشدار و با «شلیک مستقیم» کشتند و حکومت نیز خانواده این جوان را - که همسرش باردار بوده - تهدید کرد که در این باره اطلاع‌رسانی نکنند.[۶۳]
- دو تن از بازداشت‌شدگان اعتراضات سراسری ۱۴۰۱ در چابهار به نام‌های منصور حوت و نظام‌الدین حوت به اتهام محاربه به اعدام محکوم شدند.[۶۴]
- زینب کاظم‌پور، عضو سازمان نظام مهندسی ساختمان استان تهران، در انتخابات هیئت مدیره این سازمان، در اعتراض به حجاب اجباری، کتک‌خوردن و هتک حرمت مهندسان، روسری خود را روی سِن پرت کرد و رفت که این رفتار اعتراضی او، با تشویق مردان و زنان حاضر در نشست، روبه‌رو شد.[۶۵] خبرگزاری تسنیم، وابسته به سپاه، خبر داد که برای او به دلیل هتک حرمت به حجاب اسلامی، پرونده قضائی تشکیل شده‌است.[۶۵]
- ده‌ها بازیگر، کارگردان و سینماگر بین‌المللی حاضر در جشنواره فیلم برلین، از جمله، بازیگرانی ایرانی به نام‌های گلشیفته فراهانی، از اعضای هیئت داوران، زر امیرابراهیمی، بازیگر و نیز سپیده فارسی در برنامه ویژه‌ای، از معترضان ایرانی پشتیبانی کردند.[۶۶]
- بنا به گزارش برخی منابع، در پی اعتراضات سراسری مردم ایران و نیز تهدید، ممنوعِ کار یا زندانی‌شدن شمار چشمگیری از سینماگران و بازیگران، تا حد زیادی باعث توقف فعالیت‌های جامعه سینمایی ایران شده‌است.[۶۷]
- وزیران خارجه کشورهای آمریکا، بریتانیا، آلمان و فرانسه بر همبستگی خود با مردم ایران تأکید کردند.[۶۸]

### ۳۰ بهمن
- وکیل حمید قره‌حسنلو گفت که «عفو» شامل قره‌حسنلو نشده‌است. قره‌حسنلو - که یک پزشک است - در جریان اعتراضات سراسری ۱۴۰۱ به همراه همسرش بازداشت شده و شکنجه شد به طوری که دنده‌هایش شکست و پیش‌تر به اعدام محکوم شده بود. وی به دلیل بیماری قلبی و روده‌ای در بیمارستان بستری شد.[۶۹]
- معاون دانشجویی دانشگاه شریف گفت که از سوی کمیته انضباطی برای ۴۰ دانشجوی دانشگاه شریف، حکم قطعی صادر شده‌است.[۷۰]